# Eric Knudsen
Eric Ingvald Knudsen (* 7. Oktober 1949 in Palo Alto, Kalifornien) ist ein US-amerikanischer Neurobiologe.
Knudsen machte 1971 seinen Bachelor-Abschluss in Zoologie an der University of California, Santa Barbara, gefolgt von einem Master-Abschluss in Neurowissenschaften 1973 an derselben Universität. 1976 wurde er bei Theodore H. Bullock an der University of California, San Diego, promoviert. Als Post-Doktorand war er 1976 bis 1979 bei Masakazu Konishi am Caltech. Seit 1980 ist er an der Stanford University Medical School in der Fakultät für Neurowissenschaften, an der er seit 1988 Professor ist und 2001 bis 2005 der Fakultät vorstand. 1983 wurde er Sloan Research Fellow.
Knudsen ist bekannt für seine Untersuchung der neuronalen Verarbeitung des Gehörsinns der Schleiereule, den diese für die Jagd nutzt. 1978 veröffentlichte er mit Konishi viel beachtete Arbeiten in der Neurobiologie über die Entdeckung einer Gehörkarte im Hirn der Eule, die die räumlichen Koordinaten der Schallquelle abbildet. Sie fanden außerdem die Mechanismen der Schalllokalisierung durch die Eule (Differenz der Ankunftszeit des Schalls, Asymmetrie der Ohren, Ausnutzen verschiedener Frequenzen) und wie diese aufgrund von visueller Information die Karte anpassen können.
2005 erhielt er den Gruber-Preis für Neurowissenschaften. Außerdem erhielt er den Lashley Award der American Philosophical Society (2008), den W. Alden Spencer Award (2002), den Young Investigator Award der Society for Neuroscience (1984), den Troland Research Award der National Academy of Sciences (1988) und den Newcomb-Cleveland-Preis der AAAS (1978). Er ist Mitglied der American Academy of Arts and Sciences (1996), der National Academy of Sciences (2002), der American Association for the Advancement of Science (AAAS) und der American Philosophical Society (2016).